# Kombajn (Warszawa)
Kombajn – osiedle mieszkaniowe w dzielnicy Ochota w Warszawie.

## Położenie i charakterystyka
Osiedle Kombajn znajduje się na warszawskiej Ochocie, w północnej-zachodniej części obszaru Miejskiego Systemu Informacji Filtry. Jest położone między ulicą Nowogrodzką i Alejami Jerozolimskimi oraz wcześniej wzniesionymi budynkami usytuowanymi przy pl. Artura Zawiszy i pl. Sokratesa Starynkiewicza. Powstało w miejscu powojennych ruin, nieukończonego budynku oraz różnego rodzaju prowizorycznych zabudowań, które zostały uprzątnięte i wyburzone. Jego powierzchnia wynosi 1,9 hektara.
Zespół mieszkaniowy został zaprojektowany w wyniku konkursu zleconego przez Dyrekcję Rozbudowy Miasta i ogłoszonego przez Stowarzyszenie Architektów Polskich (SARP) w 1957 roku. Jego architektami byli Teodor Bursche, Wojciech Onitzch, Władysław Rzechowski, Marian Sulikowski i Alina Supińska. Za konstrukcję odpowiadał J. Teliga. Wykonawcą było Przedsiębiorstwo Budownictwa Miejskiego „Centrum”. Nazwa została wymyślona przez twórców osiedla i pochodzi od planowanego układu budynków. Przypominał on kształtem kombajn zbożowy. Osiedle składa się z 7 budynków mieszkalnych o wysokości od 7 do 12 kondygnacji wybudowanych częściowo w technologii cegły żerańskiej, a częściowej wielkiej płyty. Łącznie, w latach 1960–1966 powstały 563 mieszkania (według innego źródła 584 mieszkania zbudowane w latach 1961–1966) o średniej powierzchni 37,5 m², przewidziane dla 1707 mieszkańców.
Nietypowy dla okresu, w którym powstały budynki, jest fakt, iż liczby ich kondygnacji nie wynikały z zastosowania typowych projektów (cztero- i dziesięciopiętrowych), ale z dostosowania ich wysokości do sąsiednich zabudowań. Budynki znajdujące się przy Al. Jerozolimskich są odsunięte od jezdni tworząc niewielki skwer, w nawiązaniu do kładki nad linią średnicową wybudowanej po drugiej stronie ulicy oraz bliskości stacji kolejowej Warszawa Główna i przystanku kolejowego Warszawa Ochota. Mieszczą one na dwóch kondygnacjach lokale handlowe i usługowe. Działał tu m.in. bar szybkiej obsługi „Zajazd”, później zaś inne restauracje, w tym od 1997 roku przez ponad 20 lat „Grand Kredens”. W środku osiedla (pod adresem Al. Jerozolimskie 117a) znajduje się przedszkole nr 239. W jednym z lokali użytkowych znajduje się miejska biblioteka „Przy Zawiszy”. Detalem architektonicznym jest galeria łącząca lokale usługowe na piętrze, która tworzy wrażenie wyraźnego podziału budynków na część mieszkalną i usługową. Redaktorzy miesięcznika „Architektura”, Bogusław Chyliński i Marian Łyczkowski, w 1964 określili osiedle jako „dobry przykład mieszkaniowej architektury wielkomiejskiej”, jednocześnie zwracając uwagę na niską jakość wykonania. Z kolei Jarosław Zieliński określił je w swojej książce z 2010 roku jako „nieciekawe bloki”.
Projekt osiedla otrzymał nagrodę II stopnia Ministra Budownictwa i Przemysłu Materiałów Budowlanych.
Zespół znalazł się na opracowanej w 2003 roku przez SARP liście dóbr kultury współczesnej Warszawy z lat 1945–1989 ze względu na przyjęte kryteria: kontekstu, tradycji miejsca i próby czasu.
Na przełomie XX i XXI w. osiedle było opisywane jako miejsce znane z dużej liczby agencji towarzyskich.
W październiku 2012 roku na północnej ścianie bloku przy ul. Nowogrodzkiej 76 powstał ponad 30-metrowy mural autorstwa grupy GORE pt. „Humalus”. Rozwinięciem tytułu jest napis na elewacji „Herbem jego Upadek Mieczem Awersja Liczbą wielkie Urojenie Syn tetyzmu”.

## Galeria
| - Bar szybkiej obsługi „Zajazd” w budynku przy Al. Jerozolimskich 111. Zdjęcie opublikowane na łamach miesięcznika „Architektura” w 1964 roku - Budynek przy Al. Jerozolimskich 113/115, od strony południowej. Zdjęcie opublikowane na łamach miesięcznika „Architektura” w 1964 roku - Mural „Humalus” na bloku przy ul. Nowogrodzkiej 76 w 2012 roku - Przedszkole i fragment kładki wewnątrz osiedla w 2021 roku |